# Джеймс Мэй: Наш человек в...
Джеймс Мэй: Наш человек в... (англ. James May: Our Man in...) — документальный сериал о путешествиях, выходящий на Amazon Prime Video, автором и ведущим которого является британский тележурналист Джеймс Мэй. Каждый сезон посвящён путешествию по одной стране и участию в различных местных мероприятиях и активностях. Премьера первого сезона состоялась 3 января 2020 года, второго — 15 июля 2022 года, третьего — 5 января 2024 года.

## История создания
В первом сезоне под названием «Джеймс Мэй: Наш Человек в Японии» Мэй совершает путешествие из северной оконечности Японии через Саппоро и Токио на южный остров. Производство началось в марте 2019 года, съёмки проходили в течение трех месяцев. В августе 2021 года было подтверждено, что начато производство второго сезона, действие которого будет проходить в США. Однако в октябре 2021 года было объявлено, что съемки в Соединенных Штатах не могут продолжаться, как планировалось, из-за различных ограничений, возникших в результате пандемии COVID-19, и вместо этого во втором сезоне Мэй совершил поездку по Италии, а сезон получил название «Джеймс Мэй: Наш Человек в Италии». Его путешествие начинается в Палермо на Сицилии, а завершается в Доломитовых Альпах. Третий сезон под названием «Джеймс Мэй: Наш Человек в Индии» был запущен в производство в феврале 2023 года с релизом, состоявшимся 5 января 2024 года. Путешествие начинается у побережья Аравийского моря и заканчивается в Бенгальском заливе, охватывая невероятные пейзажи: от раскаленных пустынь Раджастхана до живописных предгорий Гималаев, а также исследуя такие разнообразные территории, как мангровые леса Сундарбан и крупнейшие мегаполисы мира: Мумбаи, Дели и Калькутта.
Первоначально концепция была представлена BBC несколькими годами ранее, но не была заказана.

## Эпизоды
| Сезон | Заголовок            | Серии | Серии | Даты показа   | Даты показа     |
| Сезон | Заголовок            | Серии | Серии | Первая серия  | Последняя серия |
| ----- | -------------------- | ----- | ----- | ------------- | --------------- |
| 1     | Наш человек в Японии | 6     | 6     | 3 января 2020 | 3 января 2020   |
| 2     | Наш человек в Италии | 6     | 6     | 15 июля 2022  | 15 июля 2022    |
| 3     | Наш человек в Индии  | 3     | 3     | 5 января 2024 | 5 января 2024   |

### Сезон 1:Наш человек в Японии(2020)
Во время эпизодов Мэя сопровождает ряд гидов/переводчиков.
| № | Название                            | Дата премьеры | Продолжительность |
| --- | ----------------------------------- | ------------- | ----------------- |
| 1 | «Go!» «Поехали!»                    | 3 января 2020 | 0:49              |
| Мэй начинает путешествие по Японии с мыса Соя, самой северной точки Японии на острове Хоккайдо, где он пробует кататься на собачьих упряжках, соревноваться в игре в снежки под названием Юкигассен, а также ловить рыбу и есть осьминогов. Джеймс узнаёт об изготовлении самурайских мечей и пытается заказать японскую лапшу в ресторане с автоматом по продаже еды. |                                     |               |                   |
| 2 | «Cabbage Roll» «Ролл из капусты»    | 3 января 2020 | 0:47              |
| Мэй посещает северный регион Тохоку, где участвует в дуэли гигантских роботов в стиле анимэ Гандам, управляя роботом «LW-Mononofu» в схватке с «Land Walker». После Мэй купается в естественном горячем источнике онсэн, расположенном в Трех горах Дэва, следуя древним традициям Ямабуси. В Сендае Мэй отправляется на концерт J-pop группы Zenryoku Boys, после чего идёт на шоппинг. Мэй также посещает заброшенный город Намиэ, находящийся на краю Зоны отчуждения Фукусимы, прежде чем отправиться в Токио на борту роскошного поезда Сики-сима. |                                     |               |                   |
| 3 | «Deodorant» «Дезодорант»            | 3 января 2020 | 0:50              |
| Мэй стартует с вертолётной прогулки над Токио, прежде чем встретиться с гидом-самураем Юдзиро Таниямой в кошачьем кафе. Вместе они празднуют цветение сакуры, едят бенто, поют караоке с японскими служащими, принимают участие в фестивале плодородия Канамара Мацури и знакомятся с автоматизированными туалетами в Японии. Мэя останавливает полиция, затем он встречает Минору Мукайю, композитора мелодий для поездов, чтобы вместе написать джингл для станции «Джеймс Мэй Сумимасен». Покончив с поеданием суши с конвейерной ленты, Мэй озвучивает собаку в Академии анимации Йойоги, и прогуливается по интерактивной цифровой видеовыставке TeamLab Borderless в Художественном музее Мори. |                                     |               |                   |
| 4 | «Hey Bim!» «Эй, Бим!»               | 3 января 2020 | 0:51              |
| Мэй отправляется из Токио в Киото, где бесполезный робот-гид, который должен показать ему храмы и святыни Киото, неоднократно информирует его о мосте Сандзё Охаси через реку Камо. Джеймс присоединяется к банде байкеров на мотоцикле Kawasaki ZZR1400, чтобы осмотреть Фудзи, где Мэй пытается изобразить гору на картине. В конце серии Джеймса развлекает гейша, которая проводит для него традиционную чайную церемонию. |                                     |               |                   |
| 5 | «Peach Boy» «Персиковый парень»     | 3 января 2020 | 0:52              |
| Мэй прибывает в Осаку, где пробует играть в патинко, но тратит весь свой выигрыш на шарики из осьминога такояки и говядину Кобе. Джеймс и Юдзиро пытаются показать британский юмор перед публикой. Мэй также посещает секцию борьбы сумо, парк Кораку-эн в Окаяме, Мемориальный парк мира в Хиросиме и храм Ицукусима в Миядзиме. |                                     |               |                   |
| 6 | «Pickled Plum» «Маринованная слива» | 3 января 2020 | 0:51              |
| Мэй стартует на острове Сикоку, где он проезжает на велосипеде по системе подвесных мостов Нишисето. Джеймс также пробует свои силы в кюдо — японском искусстве стрельбы из лука, его хоронят (вместе с Юдзиро) в горячем песке, и он посещает Нагоро, заброшенную деревню, полную пугающих чучел. |                                     |               |                   |

### Сезон 2:Наш человек в Италии(2022)
Как и в первом сезоне, во время путешествия Мэя сопровождают местные гиды и переводчики.
| № | № в сезоне | Название                                                                | Дата премьеры | Продолжительность |
| --- | ---------- | ----------------------------------------------------------------------- | ------------- | ----------------- |
| 7 | 1          | «God’s Apology» «Извинения Бога»                                        | 15 июля 2022  | 0:53              |
| Путешествие Джеймса начинается с изучения солнечных берегов Сицилии, очаровательного острова, где сталкиваются культуры в тени горы Этна. Джеймс исследует простые удовольствия, которые поддерживали людей на протяжении поколений, такие как отрубание кусочков от статуй, канополо и игра на волынке. |            |                                                                         |               |                   |
| 8 | 2          | «House of Pain» «Дом боли»                                              | 15 июля 2022  | 0:51              |
| В сельской местности на юге материковой Италии Джеймс вынужден столкнуться с видением ада, любезно предоставленным Данте, и козой Беттиной, которую срочно нужно подоить. Побережье Амальфи предлагает столь необходимую передышку, прежде чем он с головой нырнет в хаотичный город Неаполь, где познакомится с древними катакомбами и пиццей.                                                                                               |            |                                                                         |               |                   |
| 9 | 3          | «Dark Matter» «Тёмная материя»                                          | 15 июля 2022  | 0:51              |
| Все дороги ведут в Рим, поэтому было неизбежно, что Джеймс окажется в великолепной столице Италии. Однако дело не только в римлянах и исторических руинах. Джеймс учится, как лучше всего управлять своим Fiat Panda в хаотичном римском движении, отправляется в автобусный тур с виртуальной реальностью, который возвращает его на 2000 лет назад, а также встречает итальянского Гэндальфа.                                               |            |                                                                         |               |                   |
| 10 | 4          | «Really, Really Nice Cheese» «Действительно, действительно хороший сыр» | 15 июля 2022  | 0:51              |
| Джеймс подвергает испытанию свою репутацию человека эпохи Возрождения, занимаясь средневековым спортом, искусством, наукой и современной алхимией в столице Тосканы Флоренции. Чуть дальше на севере, в Эмилии-Романье, он знакомится с миром быстро движущихся автомобилей и медленно стареющего сыра, прежде чем совершить визит в город с немного другой атмосферой.                                                                       |            |                                                                         |               |                   |
| 11 | 5          | «Hey Pesto» «Эй, песто»                                                 | 15 июля 2022  | 0:51              |
| Размер действительно имеет значение, так как Джеймс посещает мраморные карьеры Каррары и огромный грузовой порт в Генуе. Затем начинается путь от большого к неуловимому, пока Джеймс ищет трюфели, изучает благородное искусство соколиной охоты и сражается с несколькими роботами-убийцами. Попутно Джеймс узнает некоторые суровые истины: что итальянцы побеждают в серии послематчевых пенальти, а британцы лучше умеют заваривать чай. |            |                                                                         |               |                   |
| 12 | 6          | «Bye, Bim» «Прощай, Бим»                                                | 15 июля 2022  | 0:51              |
| В Милане Джеймс, наконец, подвергается давно назревшему обновлению гардероба. Одевшись, чтобы произвести впечатление, приходит время попробовать свои силы в изысканном итальянском мастерстве, а заодно попрощаться со старым другом. Следующая остановка: Венеция, которую Мэй исследует с суши, воздуха и воды. А заканчивается путешествие в заснеженных Доломитовых Альпах, где Джеймс познаёт тёмную сторону Рождества.                 |            |                                                                         |               |                   |

### Сезон 3:Наш человек в Индии(2024)
| № | № в сезоне | Название                                | Дата премьеры | Продолжительность |
| --- | ---------- | --------------------------------------- | ------------- | ----------------- |
| 13 | 1          | «John» «Джон»                           | 5 января 2024 | 0:49              |
| Путешествие Джеймса начинается в Мумбаи в компании одного из лучших комиков Индии. После встречи с легендой Болливуда Джеймс направляется в Удайпур, чтобы позапускать воздушных змеев перед красочным фестивалем Холи.                                            |            |                                         |               |                   |
| 14 | 2          | «A Bit Like Glasgow» «Почти как Глазго» | 5 января 2024 | 0:50              |
| Джеймс попадает в столицу — Дели, где раскрываются врата в рай, а вся уличная еда обжаривается. Приходит время ознакомиться с некоторыми индийскими традиционными вещами: крикетом, поездами и Тадж-Махалом, а также величественным Варанаси и могучей рекой Ганг. |            |                                         |               |                   |
| 15 | 3          | «Calamari» «Кальмар»                    | 5 января 2024 | 0:50              |
| В Гималаях Джеймс проникается буддизмом, чаем и хэви-металом. Затем он направляется в Калькутту, чтобы громко ворваться в Толливуд. И, наконец, на мангровых островах Сундарбан Джеймс бросает вызов пчёлам и тиграм, чтобы поприветствовать особенного гостя.     |            |                                         |               |                   |

## Критика
Люси Манган в обзоре для The Guardian поставила первой серии три звезды из пяти. Она похвалила включение в рассказ о путешествиях «недостаточно разрекламированные аспекты [японской] культуры», но отметила взаимодействие Мэя со съёмочной группой как низкоинтеллектуальное и «подчеркнуто шутливое». 

## Внешние ссылки
- Official website for US Viewers
- «Джеймс Мэй: Наш человек в...» (англ.) на сайте Internet Movie Database